# Fran Pérez Martínez
Francisco Pérez Martínez (Rafelbuñol, 9 de septiembre de 2002), más conocido como Fran Pérez, es un futbolista español que juega como extremo en el Rayo Vallecano de la Primera División de España.
Es hijo del exfutbolista Francisco Rufete.

## Trayectoria
Nacido en Valencia, empezó a jugar al fútbol en el Lacross Babel antes de unirse al fútbol base del Valencia C. F. en 2011. Ascendió al filial valencianista en 2020, renovando su contrato con el club el 1 de mayo del mismo año por dos temporadas. Su debut con el filial se produjo el 17 de octubre de 2020 al entrar como suplente al término de un empate por 2-2 frente al Atzeneta Unió Esportiva en la Segunda División B.
Logró debutar con el primer equipo el 29 de agosto de 2022 al entrar como suplente en los minutos finales de una derrota por 1-0 frente al Atlético de Madrid en la Primera División. La temporada siguiente pasó a ser miembro definitivo del primer equipo, donde permaneció dos campañas antes de marcharse en agosto de 2025 al Rayo Vallecano y firmar por cuatro años.

## Clubes
Actualizado al último partido disputado el 23 de mayo de 2025.
| Club                    | País   | Año       | Partidos | Goles |
| ----------------------- | ------ | --------- | -------- | ----- |
| Valencia C. F. Mestalla | España | 2020-2023 | 65       | 16    |
| Valencia C. F.          | España | 2022-2025 | 76       | 1     |
| Rayo Vallecano          | España | 2025-act. |          |       |

## Palmarés

### Distinciones individuales
| Distinción                                          | Año  |
| --------------------------------------------------- | ---- |
| Seleccionado en el Once de Bronce del Fútbol Draft. | 2022 |